# Airboss
Airboss ist ein US-amerikanischer Actionfilm von J. Christian Ingvordsen aus dem Jahr 1997.

## Handlung
Nach dem Zusammenbruch der Sowjetunion fasst der Diktator des neuen Staates Kabalistan Kalil Babi den Plan, die Ölraffinerien des Mittleren Ostens zu zerstören, um den Ölpreis in astronomische Höhen zu treiben und somit den Westen in Bedrängnis zu bringen. Dafür stiehlt Vlad Kotchev, ein ehemaliger Soldat und Held der Sowjetunion, einen Prototyp eines unbekannten sowjetischen Tarnkappenbombers. Somit kann nicht nachvollzogen werden, wer für die jeweiligen Bombardierungen verantwortlich ist.
Eine SEALs-Spezialeinheit soll diese Zerstörungen verhindern. Dafür wird der beste Kampfpilot Frank White ins Team geholt, der früher den Tod einer auszubildenden Pilotin zu verantworten hatte. Beim Verfolgen des auf dem Radar unsichtbaren Kampfflugzeugs wird er weit im kabalistanischen Hinterland abgeschossen. Zu Fuß versucht er die ungefähr 60 Meilen entfernte Grenze zu erreichen. Frank wird jedoch von Vlad und seinen Männern gefasst. Die Lage scheint aussichtslos, doch Vlads Freundin Nadia befreit Frank und flieht mit ihm. SEALs holen beide aus dem verfeindeten Land.
Das Team wird für eine finale Mission wieder zurückgeschickt. Der Tarnkappenbomber soll zerstört werden. Frank stiehlt den Prototyp und liefert sich mit Vlad einen letzten Luftkampf. Er bringt ihn zum Absturz und rettet seine Kameraden, die am Boden in großer Bedrängnis sind. Danach landet er mit dem erbeuteten Kampfflugzeug mit dem letzten Tropfen Treibstoff auf dem Flugzeugträger.

## Kritik
„Actionfilm, aufgezogen als Auseinandersetzung zweier Topagenten-Teams, der weniger der filmischen Logik als dem Waffenfetischismus frönt.“

„Unter Zuhilfenahme mehrerer gutgefüllter Kisten offiziellen militärischen Archivmaterials serviert Regisseur und Rüstungslobbyist J. Christian Ingvorden ("Black Berets") die Aldi-Variante von "Top Gun", wobei die Araber als bisherige Lieblingsbösewichte der Nation diesmal in die Opferrolle schlüpfen und als Schreckgespenst vom Dienst der gute alte "Iwan" (in Form von Frank Zagarino) sein Medusenhaupt wiedererhebt. Kein sonderlich großer Wurf, aber für neugierige Action-Vielseher und Fliegerfans interessant.“

## Fortsetzungen
Der Film zog drei Fortsetzungen nach sich, die alle von J. Christian Ingvordsen inszeniert wurden. Frank Zagarino übernahm jeweils die männliche Hauptrolle.
1997 entstand mit Mission 2002 die erste Fortsetzung, gefolgt von Airboss III aus dem Jahr 1999. Airboss IV: The X Factor wurde im Jahr 2000 produziert.